# Heitkamp Industrial Solutions

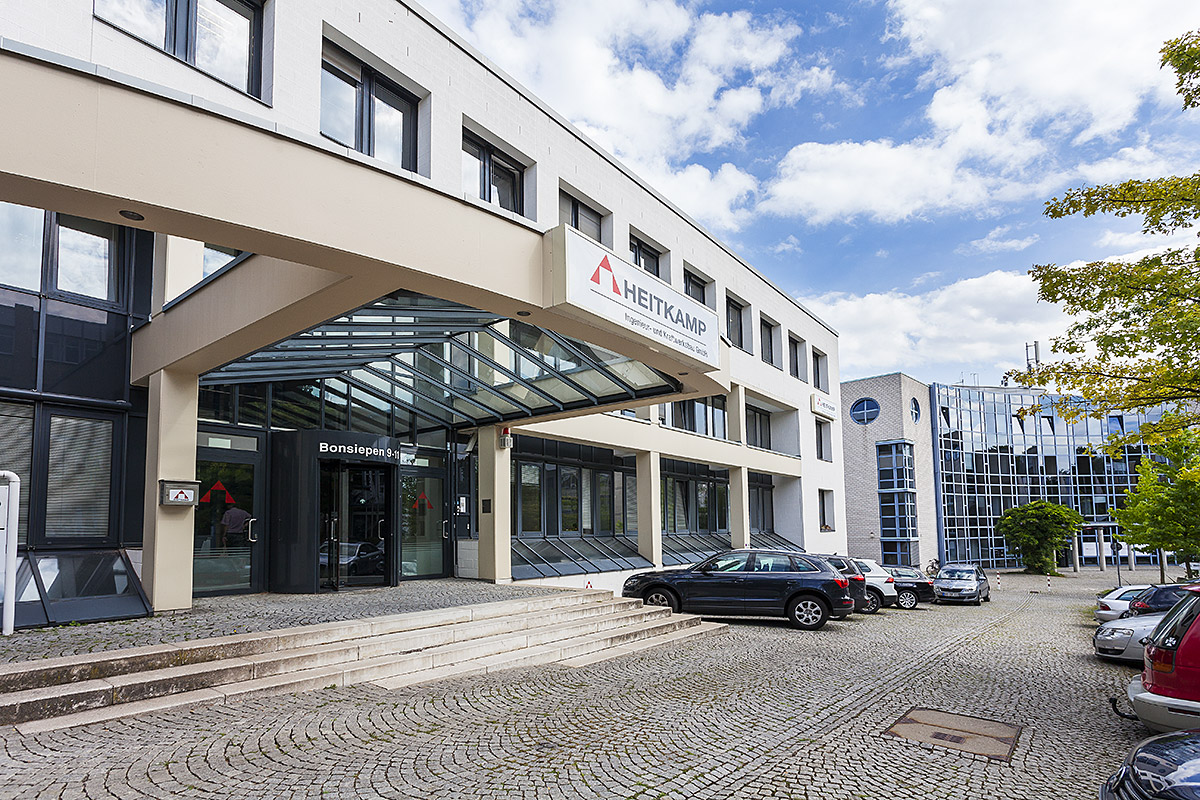
Der Unternehmenssitz der Heitkamp Ingenieur- und Kraftwerksbau GmbH in Essen

Die Heitkamp Industrial Solutions GmbH (vormals Heitkamp Ingenieur- und Kraftwerksbau GmbH) ist ein Bauunternehmen und Dienstleister in der Baubranche mit Hauptsitz in Essen. 

## Geschichte
Heitkamp wurde 1892 als Tiefbaufirma E. Heitkamp gegründet. Die daraus hervorgegangenen Heitkamp BauHolding meldete im November 2011 Insolvenz an und die Heitkamp Ingenieur- und Kraftwerksbau GmbH, aus der später Heitkamp Industrial Solutions hervorging, wurde im Januar 2012 an die Zech Bau Holding GmbH, einem Unternehmen der Zech Group mit Hauptsitz in Bremen, verkauft.
Seit 2014 gehört das Unternehmen mehrheitlich zur Renaissance Construction AG, Wien, einem Tochterunternehmen der russischen Renaissance Construction. Im Jahr 2015 erfolgte die Umbenennung der Renaissance Construction AG in Heitkamp Construction GmbH. Die russische Renaissance Construction gehört zur türkischen Rönesans Holding A.S., die mehrheitlich dem türkischen Milliardär Erman Ilıcak gehört.
Zum Jahreswechsel 2020/21 erfolgte die Umfirmierung der Heitkamp Ingenieur- und Kraftwerksbau GmbH zur Heitkamp Industrial Solutions GmbH.

## Tätigkeitsschwerpunkte
Die Tätigkeitsschwerpunkte der Unternehmensgruppe sind unter anderem der Bau von Kraftwerken, Kernkraftwerken, Kühltürmen, Industriebauten, Ingenieurbauwerke und Infrastrukturbauten. Der Fokus liegt auf  Hochbau-, Mechanik- und Elektro-Arbeiten.

### Kraftwerksbau
Bis 2015 wurden von Heitkamp allein in Deutschland über 130 Kraftwerke, darunter konventionelle Kraftwerke, Gas- und Dampfkraftwerke, Fernheiz- und Heizkraftwerke, DeNOx-Anlagen, Müllverbrennungsanlagen und Biomassekraftwerke gebaut.
Heitkamp war beim Bau nahezu aller deutschen Kernkraftwerke beteiligt. So wurden in Deutschland z. B. die Kernkraftwerke Philippsburg und Emsland gebaut. Des Weiteren ist das Unternehmen am Bau des Kernkraftwerks Olkiluoto in Finnland beteiligt. Hier baute Heitkamp das Kraftwerkshauptgebäude (Turbinenhaus), das Pumpenhaus sowie diverse Reaktorhilfsgebäude.

### Kühlturmbau
Das Unternehmen baute weltweit über 100 Kühltürme in Deutschland, in der Schweiz, in Belgien, den Niederlanden, in Spanien, Griechenland, Portugal, Türkei, Südafrika, Indien, Australien, Neuseeland und den USA. Zu den errichteten Typen gehören Naturzug-, Hybrid-, Zellen und Ventilatorkühltürme.